# Let Me
A Let Me Rihanna harmadik és egyben utolsó kislemeze debütáló albumáról, a Music of the Sunról. A kislemez csak Japánban jelent meg, a japán slágerlistán 8. lett. A dalhoz nem készült videóklip. A Let Me is nagy kedvenc lett a rajongók körében, ezért került rá az A Girl Like Me turné és a Good Girl Gone Bad turné számlistájára.

## Helyezések
| Slágerlista (2006)  | Legmagasabb helyezés |
| ------------------- | -------------------- |
| Japán kislemezlista | 8                    |